# Campiglossa defasciata
Campiglossa defasciata är en tvåvingeart som först beskrevs av Erich Martin Hering 1936.  Campiglossa defasciata ingår i släktet Campiglossa och familjen borrflugor. Inga underarter finns listade.